# Kirschwasser

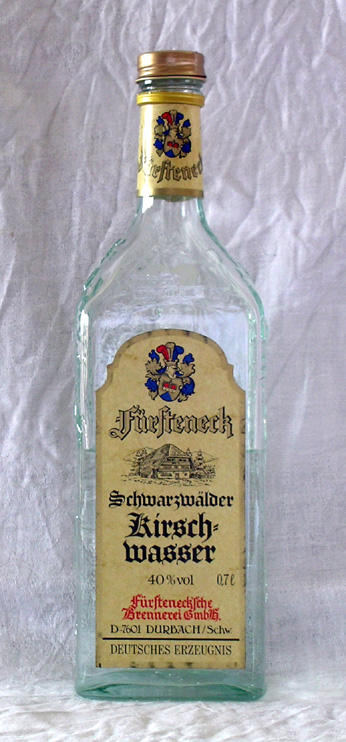
Kirschwasser från Schwarzwald

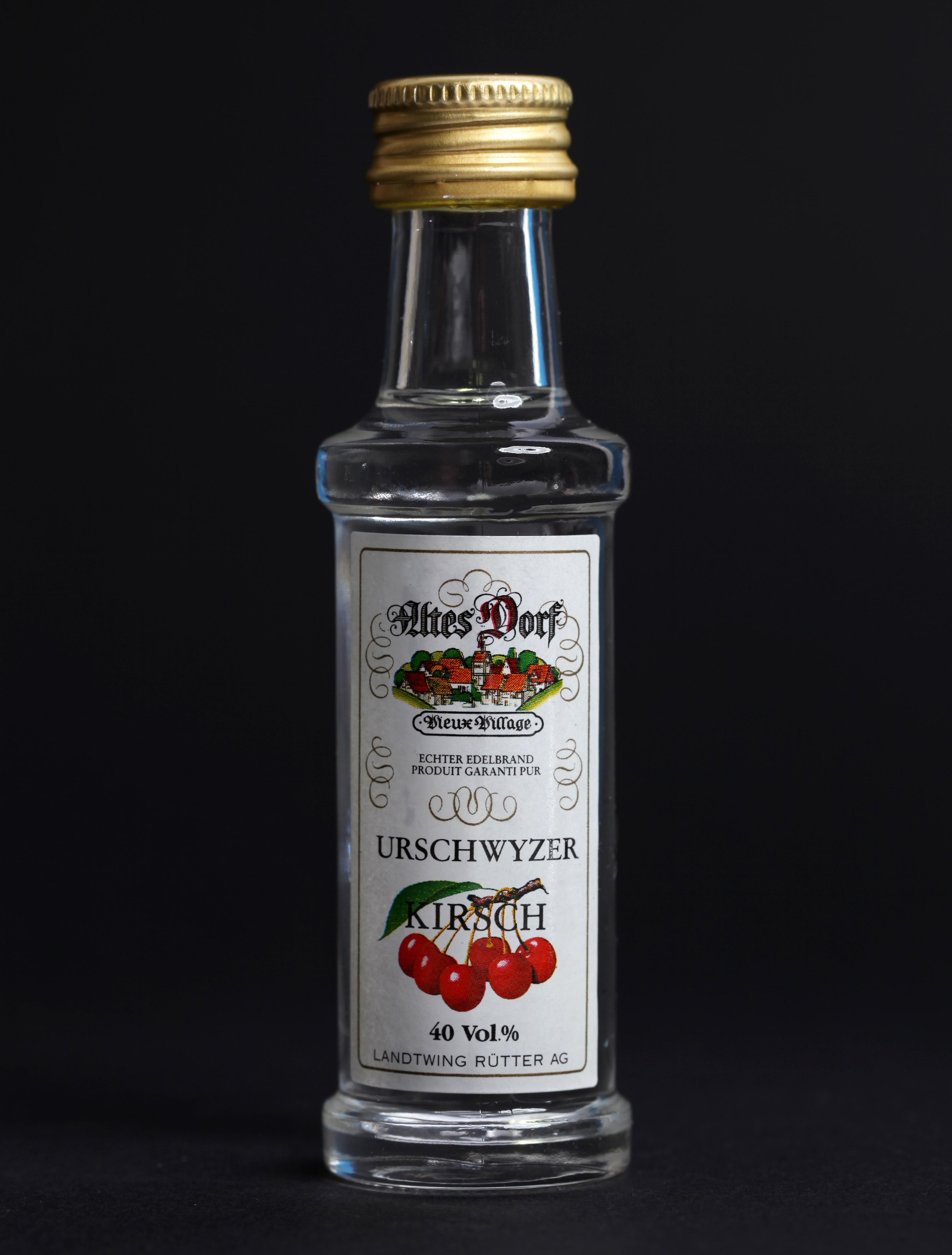
Schweizisk Kirsch

Kirschwasser eller Kirsch är en klar eau-de-vie som tillverkas av körsbär i Tyskland, Österrike, Schweiz och Frankrike. 

Kirschwasser är tyska och betyder ’körs(bärs)vatten’. I Schweiz, Frankrike och engelsktalande länder kallas drycken Kirsch. 

## Tillverkning

### Tyskland
I Tyskland görs Kirschwasser traditionellt på morellobär som är en sorts surkörsbär med mörkt fruktkött och starkt färgad fruktsaft. Ungefär tio kilogram morellobär krävs för att göra 750 milliliter kirschwasser.

### Schweiz
I Schweiz bearbetas årligen omkring 5 000 ton körsbär till mäsk. Ofta används lokala körsbärssorter som Dolleseppler, Basler Adler och Lauerzer. Destillationen sker satsvis i enkelpanna och ger ett destillat med en alkoholhalt mellan 60 och 75% som sedan späds med vatten. En stor del görs av småproducenter och säljs lokalt. Schweizisk Kirsch har ofta en lite "kärvare" smak än tyska och franska fabrikat. De viktigaste produktionsområdena är Nordvästschweiz (framför allt Basel-Landschaft) och Centralschweiz.

## Användning
Kirschwasser har ofta en alkoholhalt på cirka 40–50 volymprocent. Kirschwasser kan serveras kyld i ett litet glas som aperitif eller som en ingrediens i cocktails eller kaffekask. Kirschwasser av hög kvalitet serveras rumstempererad. Vid tillverkning av traditionell tysk schwarzwaldtårta stänks drycken på tårtbottnen. Kirsch ingår även i de schweiziska specialiteterna Zuger Kirschtorte och ostfondue.

## Ursprung
Morellobär odlades ursprungligen endast i Schwarzwaldregionen i södra Tyskland och därför antas Kirschwasser ursprungligen utvecklats i detta område. Klara destillat av vin eller frukt- och bärvin är mycket populära i Tyskland, Österrike, Schweiz och Frankrike.